# Zonitoschema griseohirta
Zonitoschema griseohirta es una especie de coleóptero de la familia Meloidae.

## Distribución geográfica
Habita en el Congo (África).